# Robert Hanssen
 Ikke at forveksle med Robert Hansen.
 For alternative betydninger, se Robert Hansen (flertydig). (Se også artikler, som begynder med Robert Hansen)
Robert Phillip Hanssen (født 18. april 1944 i Chicago, Illinois, USA, død 5. juni 2023 i Florence (en), Colorado, USA) var en amerikansk spion og senere dobbeltagent.
Hanssen blev agent for FBI 12. januar 1976, hvor han sværgede på at overholde loven og beskytte USA, men begyndte alligevel ni år senere under pseudonymet Ramon Garcia at sælge klassificerede oplysninger til først Sovjetunionen og siden Rusland, som han havde adgang til via sit arbejde. For dette modtog han 1,4 mio. dollar i kontanter, investeringer og diamanter.
Han blev anholdt i 2001, hvor han erklærede sig skyldig i femten tilfælde af spionage. Året efter blev han idømt livstid uden mulighed for prøveløsladelse. Han blev anholdt, mens han var ved at poste noget i en død postkasse.